# 通貨の補助単位
通貨の補助単位（つうかのほじょたんい）とは、各国の通貨の取引において、1通貨単位未満の金額や、多額の金額を、簡単な数字で表すために使われる単位である。現在ではそのほとんどが1通貨単位の100分の1である。硬貨により流通することが多いが、補助単位の価値が日常取り引きされる金額の最小単位より小さい場合には、この補助単位は用いられないこともある。
例えば、かつての日本円の補助単位は銭および厘であったが、1953年に施行された小額通貨整理法により、同年末をもって1円未満の通貨の通用が廃止されたため、現在の日本円に補助単位は存在しない。ただし、廃止以降も為替や日経平均株価の1円以下の端数表示には銭が用いられている。

## 通貨の補助単位の表記

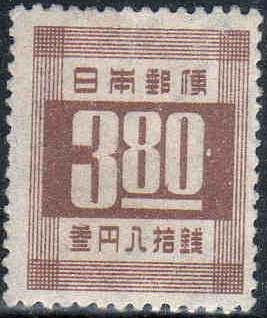
日本の3円80銭切手（1948年発行）このように補助単位部分に下線が引かれている

- 通貨単位と補助単位を書く。（単位は略号を用いることもある）

例：12円38銭、1Bs 50ctv
- 小数を用いる。（小数点は国により異なる）

例：12.38円、1,50Bs
- 上付き文字を用いる。

例：1238円、Bs 150
- 補助単位部分には1238のように下線または二重下線を引くこともある。

## 主な通貨と補助単位の対応
| 通貨                                             | 補助単位 （特記のないものは1/100） |
| ------------------------------------------------ | --- |
| 円（圓）                                         | 銭、厘（1/1000） |
| 元（圆、圓）                                     | 角（1/10）、分 |
| ウォン（圓）                                     | チョン（錢，銭） |
| ドン（銅）                                       | ハオ（毫）（1/10）、シュウ（枢） |
| 庫平両（銀両）（清）                             | 銭（1/10）、分 |
| 両（江戸時代）                                   | 分（1/4）、朱（1/16）、永一文（1/1000） |
| 銀匁（江戸時代）                                 | 分（1/10）、厘、貫（倍数単位：1000匁）、枚（倍数単位：43匁）、（御定相場では1匁＝1/50両および1/60両、両替相場により変動）                         |
| 文（江戸時代）                                   | 貫文（倍数単位：1000文または960文、両替相場により1/4両から1/10両）、（御定相場では1文＝1/4000両、両替相場により1文＝1/4000両から1/10000両で変動） |
| 両（甲州金）                                     | 分（1/4）、朱（1/16）、朱中（1/32）、糸目（1/64）、小糸目（1/128）、小糸目中（1/256）                                                             |
| ドル ユーロ シリング ランド ルピー（スリランカ） | セント |
| ドル（アメリカ合衆国）                           | ダイム（1/10）、セント、ミル（1/1000） |
| ペソ レアル ボリビアーノ メティカル              | センターボ |
| ソル                                             | センティモ |
| ポンド（イギリス）                               | ペニー 1971年まではシリング（1/20）、ペニー（1/240）、ギニー（21/20）                                                                             |
| フラン ディルハム（モロッコ）                    | サンチーム |
| スイス・フラン                                   | ラッペン（ラップ、サンチーム、チェンテージモ） |
| チェコ・コルナ                                   | ハレル |
| クローネ                                         | オーレ |
| フォリント                                       | フィレール |
| リアル（イラン）                                 | ディナール |
| ポンド（エジプト、シリア）                       | ピアストル |
| リラ（イタリア）                                 | チェンテージモ |
| リラ（トルコ）                                   | クルシュ |
| リラ（マルタ）                                   | セント、ミル（1/1000） |
| ディナール                                       | フィルス |
| ルピー（インド） タカ                            | パイサ |
| ルピア リンギット                                | セン |
| バーツ                                           | サタン |
| ディルハム（UAE）                                | フィルス |
| チャット                                         | ピャー |
| ルフィヤ                                         | ラーリ |
| アフガニ                                         | プル |
| （旧）マルク                                     | ペニヒ |
| ルーブル                                         | コペイカ |
| パタカ                                           | アヴォス |

これらの他にもユーロなど国、言語によって呼び名が変わるもの、複数の呼び名がある物がある。